# Pedalj
Pedalj – wieś w Chorwacji, w żupanii sisacko-moslawińskiej, w gminie Dvor. W 2011 roku liczyła 59 mieszkańców.